# Roberto Freire (Mediziner)

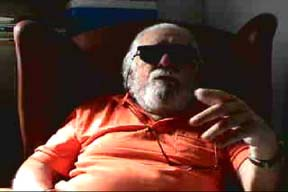
Roberto Freire

Roberto Freire (* 18. Januar 1927 in São Paulo, Brasilien; † 23. Mai 2008 ebenda) war ein brasilianischer medizinischer Psychiater, Psychoanalytiker und Schriftsteller.

## Karriere
Freire entwickelte in den 1970er-Jahren die an Wilhelm Reich angelehnte Somatherapie.

## Werke (Auswahl)
- Soma: Uma terapia anarquista, Editora Guanabara
- Coiote: Romance, Editora Guanabara
- Tesudos de todo o mundo, uni-vos!, Editora Siciliano
- O milagre da Santa Chorona, Ed. Moderna
- Domadores magicos e ladroes, Ed. Moderna
- Ame e dê vexame, Editora Guanabara
- Eu é um outro, Autobiografie, 2003